# Berry Bramlage

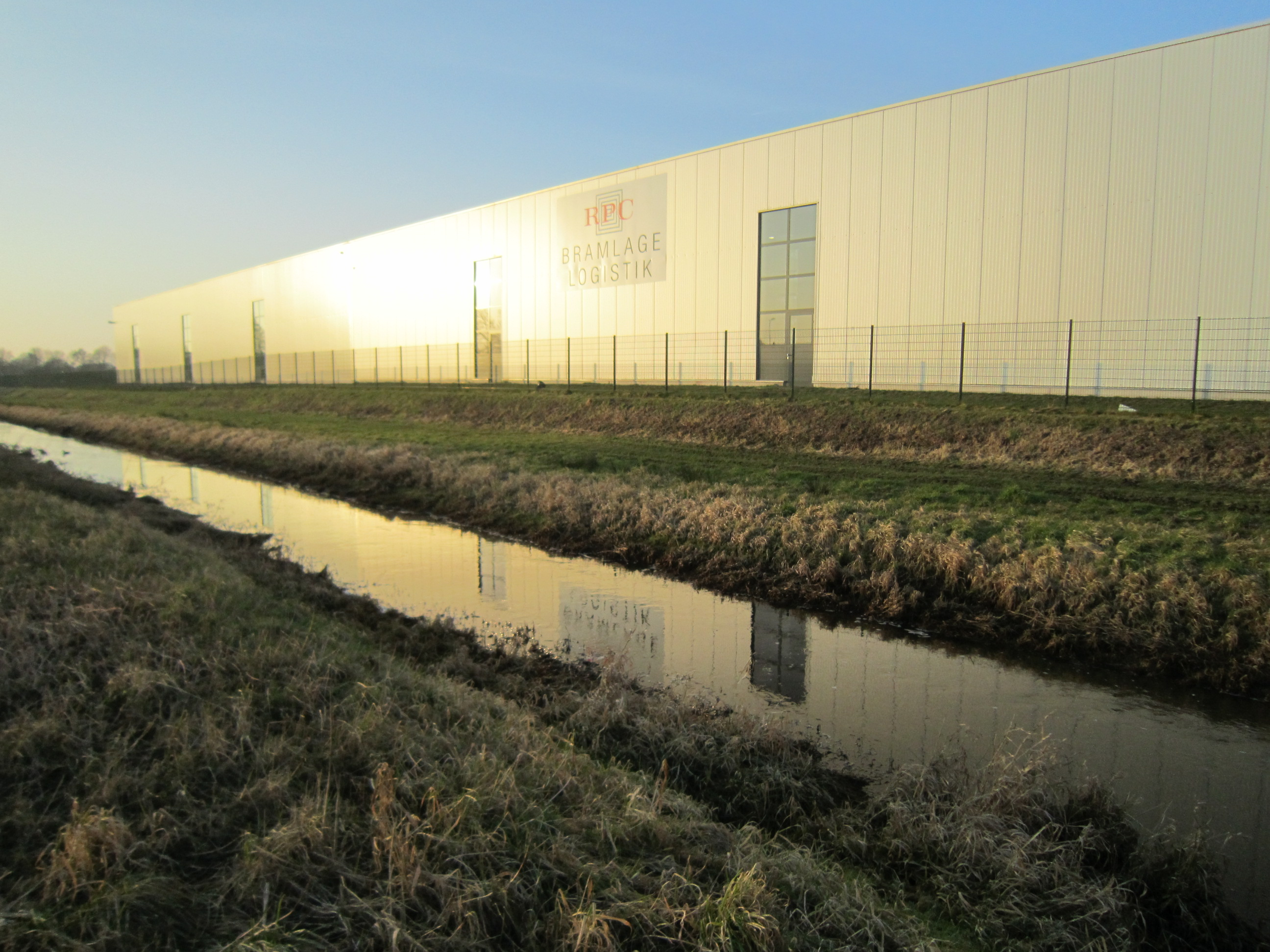
Logistikzentrum von RPC Bramlage in Dinklage

Berry Bramlage ist der Name einer Firmengruppe innerhalb des Konzerns Berry Global mit Sitz in Lohne (Oldenburg), die aus der 1845 gegründeten Firma Bramlage hervorgegangen ist. Zur Berry Bramlage Division gehörten im Jahr 2020 75 Standorte in 21 Ländern, die mit ca. 12.000 Mitarbeitern einen Umsatz von mehr als 2 Mrd. US-Dollar erwirtschaften. 

## Geschichte

### Firma Bramlage (1845–1997)
Franz Bramlage (1810–1875) gründete am 30. Mai 1845 in Lohne (Oldenburg) einen Betrieb, in dem u. a. eine Korkschneiderei untergebracht war. Bramlages kinderlos gebliebene Witwe erbte die Firma nach seinem Tod; der Bruder der Witwe, Johann Joseph Friedrich Taphorn (1848–1940), wurde 1876 ihr Teilhaber. 1890 avancierte er zum alleinigen Inhaber der Firma. Diese blieb noch jahrzehntelang im Familienbesitz. Nach dem Zweiten Weltkrieg begann die Firma Bramlage mit der Produktion von Kunststoffteilen.
1973 übernahm die Gerresheimer Glas AG 75 Prozent der Firmenanteile der Firma Bramlage. 1993 ging die Firma in das Eigentum von Continental Plastics Europe über, einer Tochtergesellschaft der Schmalbach-Lubeca AG.

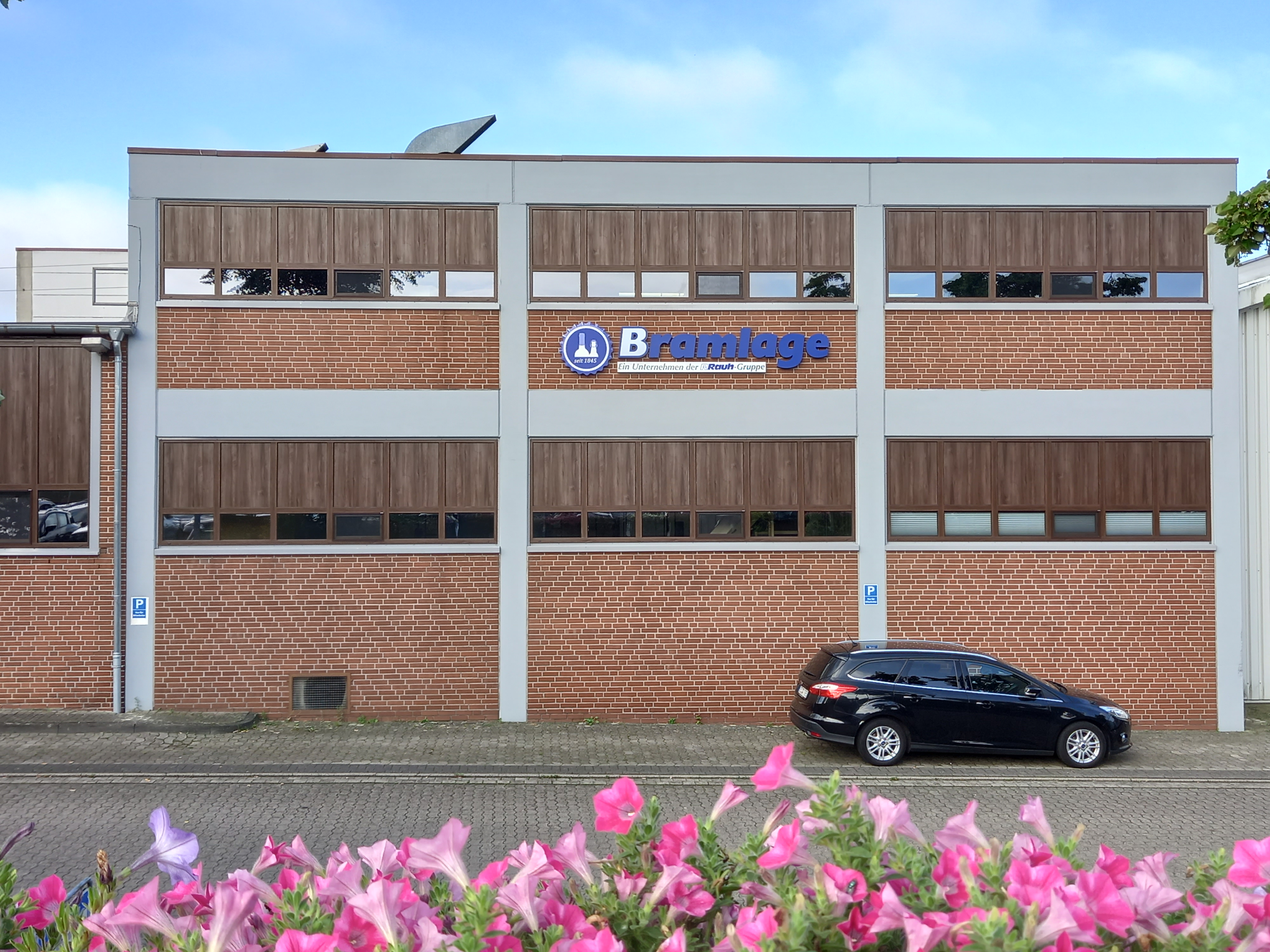
Eigenständige Firma Bramlage GmbH der Rauh-Gruppe am Traditionsstandort beim Bahnhof Lohne

RPC Bramlage verkaufte im August 2011 die Abteilung für Wein- und Spirituosenverschlüsse an die Firma Rauh GmbH & Co KG. in Küps. Das Lohner Werk der Rauh-Gruppe nennt sich „Bramlage GmbH“. „Bramlage“ stellt also seit 1845 ununterbrochen in Lohne Flaschenverschlüsse her.

### Geschichte von RPC (1892–1997)
Der Namensbestandteil „RPC“ geht auf die britische Firmengruppe „Reedpack Containers“ zurück. Die 1892 gegründete dänische Firmengruppe Superfos errichtete in den 1970er Jahren im englischen Oakham (Rutland) eine Fabrik, die sich zur größten Kunststofffabrik Englands entwickelte. 1983 verkaufte Superfos das Werk an Reed International. Reed International erweiterte den Betrieb in Oakham um Kunststoffwerke in Corby, Raunds und Rushden in Northamptonshire. Rushden ist heute (2024) der Sitz der gesamten RPC-Gruppe im Berry-Konzern. 1988 wurde von Reed International eine weitere Fabrik in Blackburn (Lancashire) errichtet. 1989 wurden die Kunststoffwerke zu der Holding „Reedpack Containers“ (RPC) zusammengefasst.
Da das Kerngeschäft des Firmengründers Albert E. Reed und seiner Nachfolger stets darin bestanden hatte, Medien zu produzieren und zu verbreiten, wurde RPC als branchenfremde Firmengruppe 1990 aus dem Reed-Konzern ausgegliedert. In diesem Jahr wurde RPC von Svenska Cellulosa Aktiebolaget (SCA) gekauft und behielt dabei ihren Namen. Ab dem 31. Januar 1991 war RPC nach britischem Recht eine Private Limited Company, die sich vom 31. Januar bis 1. März 1991 „Derivechain Limited“, vom 1. März 1991 bis zum 6. April 1993 „RPC Containers Limited“ und vom 6. April 1993 bis zum 12. Juli 2019 „RPC Group PLC“ nannte.

### RPC Bramlage (1997–2019)
Am 25. März 1997 erwarb RPC die Bramlage GmbH. Die Firma Bramlage wurde in einem Cluster mit den Firmen RPC Verpackungen Celle (heute: RPC Bramlage Food GmbH) und RPC Cresstale (in Thornaby-on-Tees / North Yorkshire) zur RPC Bramlage mit Sitz in Lohne vereinigt.
Im Jahr 2000 erwarb RPC die Firmengruppe WIKO, bestehend aus den Firmen Josef Wischerath (Pulheim), Formatec Wischerath (Mellrichstadt), und Czewo-Plast (Neutraubling). Die WIKO-Gruppe wurde dem bereits bestehenden Cluster in Lohne angeschlossen, und die drei Betriebe der ehemaligen selbstständigen WIKO-Gruppe wurden umbenannt in RPC Wiko KG (Pulheim), RPC Formatec KG (Mellrichstadt) und RPC Neutraubling GmbH.
Das Werk RPC Cresstale wurde 2007 geschlossen. Der Firmensitz von RPC WIKO wurde von Pulheim nach Lohne verlegt, das Werk in Pulheim 2017 geschlossen. Die RPC Wiko GmbH verschmolz mit Wirkung vom 7. Mai 2024 mit der Gruppe „RPC Packaging Holdings (Deutschland)“ mit Sitz in Bremervörde und schied damit aus der Unternehmensgruppe RPC Bramlage aus.
Neben der Unternehmensgruppe RPC Bramlage gehörten bis 2019 RPC Superfos, RPC Promens, RPC Bebo und RPC Ace zu RPC PLC. An den Börsen ist die „Public Limited Company“ nicht mehr aktiv. NWZ Online bewertete RPC im Jahr 2019 als „Verpackungsriesen“. Trotz abweichender Vermutungen von NWZ-Online Anfang 2019 wurde die nahe Lohnes in Steinfeld (Oldenburg) gelegene Firma Nordfolien nicht RPC Bramlage unterstellt, sondern der in Bremervörde residierenden RPC Folio Holdings GmbH.

### Berry Bramlage (2019–2025)
RPC Bramlage wurde 2018 zusammen mit den anderen RPC-Unternehmensgruppen von Berry Global, Inc gekauft, einem Verpackungskonzern mit Sitz im US-amerikanischen Evansville (Indiana). Der Prozess der Integration aller RPC-Divisionen in den Berry-Konzern wurde im März 2019 für abgeschlossen erklärt. Die Unternehmensgruppe RPC Bramlage bildet heute eine Division innerhalb des Berry-Konzerns, die sich „Berry Bramlage“ nennt. RPC kaufte auch als Berry-Tochter in eigenem Namen Firmen auf und strukturierte ihre Cluster neu.
Berry Global hatte im Dezember 2020 weltweit 295 Standorte und beschäftigte damals 48.000 Mitarbeiter. Zur RPC Bramlage Division von Berry Global gehörten 2020 43 Standorte in 18 Ländern mit über 6200 Mitarbeitern. Am Hauptsitz Lohne, dem das Logistikzentrum in Dinklage unmittelbar zugeordnet ist, waren ca. 1000 Mitarbeiter beschäftigt.
Die im Jahr 2024 offizielle Selbstbezeichnung der Verwaltungszentrale mitsamt der ihr unterstellten Firmen in Lohne lautet „Berry Consumer Packaging International Bramlage Division“.

### Amcor (ab 2025)
Der Schweizer Verpackungskonzern Amcor und Berry Global wollen 2025 fusionieren. Durch einen Aktientausch sollen Amcor-Aktionäre 63 % und Berry-Aktionäre 37 % der neuen Firma halten. Der Deal wird für Mitte 2025 erwartet. Die Betreiber der Fusion erhoffen sich von ihr eine signifikante Steigerung des Cash-Gewinns pro Aktie und nachhaltiges Wachstum.

## Produktpalette
Im RPC-Werk Bramlage-Wiko in Lohne werden feste Verpackungen für die Kosmetik-, Pharma- und Lebensmittelbranche – d. h. Behälter, Spender, Tiegel, Blister und Mundrohre für Dosieraerosole – sowie technische Verpackungen hergestellt.
Lebensmittel- und Getränkeverpackungen werden von RPC Bramlage vor allem im Werk Celle produziert.
Seit dem Bestehen der RPC Bramlage-Gruppe wurde von dieser eine Vielzahl von Neuerungen zum Patent angemeldet. RPC Bramlage erhielt 2019 den Pharmapack-Eco-Design-Award für die gemeinsam mit Pierre Fabre Cosmetics entwickelte Serie „Sterile Cosmetics“.